# カルロス・トリンフェル
カルロス・マニュエル・トリンフェル・アルケス（Carlos Manuel Triunfel Marquez , 1990年2月27日 - ）は、ドミニカ共和国・サンティアゴ州サンティアゴ・デ・ロス・カバリェロス出身の元プロ野球選手（内野手）。右投右打。

## 経歴

### プロ入りとマリナーズ時代
2006年、シアトル・マリナーズと契約。
2007年は傘下のA級ウィスコンシン・ティンバーラトラーズでプロデビュー後、ルーキー級のアリゾナリーグ・マリナーズでプレー。7月5日からA+級ハイデザート・マーベリックスでプレー。
2008年はA+級ハイデザートでプレー。
2009年はAA級ウエストテン・ダイヤモンドジャックスに昇格。夏にはアリゾナリーグに再び参加した。
2010年はAA級のウエストテンでプレー。
2011年はウエストテンから改名したAA級ジャクソン・ジェネラルズでプレー。8月9日からAAA級タコマ・レイニアーズに昇格。
2012年はAAA級タコマで開幕。9月7日にメジャー初昇格を果たすと、同日のオークランド・アスレチックス戦で代打としてメジャー初出場を果たした（結果は三振）。
2013年はAAA級タコマで開幕を迎えたが、5月24日にメジャー昇格。
2014年2月27日にマリナーズと1年契約に合意した。3月11日にAAA級タコマへ異動した後、28日にDFAとなった。

### ドジャース時代
2014年4月2日にウェイバー公示を経てロサンゼルス・ドジャースへ移籍。同日にAAA級アルバカーキ・アイソトープスへ異動した。同年はドジャースで12試合に出場。マイナーにいた9月1日にDFAとなった後、3日後に40人枠を外れてそのままAAA級アルバカーキに残留となった。オフにFAとなった。

### ジャイアンツ傘下時代
2014年11月18日にサンフランシスコ・ジャイアンツとマイナー契約を結んだ。
2015年は傘下のAAA級サクラメント・リバーキャッツでプレーし、95試合に出場して打率.264・5本塁打・33打点・3盗塁の成績を残した。オフの11月6日にFAとなった。

### レッズ傘下時代
2015年12月27日にシンシナティ・レッズとマイナー契約を結んだ。
2016年は傘下のAAA級ルイビル・バッツでプレーし、105試合に出場して打率.278・4本塁打・40打点・1盗塁の成績を残した。オフの11月7日にFAとなった。

### メキシカンリーグ時代
2017年4月15日にメキシカンリーグのタバスコ・キャトルメンと契約した。タバスコでは12試合に出場して打率.231・2打点の成績を残した。5月1日に自由契約となった。

### 独立リーグ時代
2017年5月16日に独立リーグ・アトランティックリーグのヨーク・レボリューションと契約。9月12日に自由契約となった。
2018年2月1日にアメリカン・アソシエーションのファーゴ・ムーアヘッド・レッドホークスと契約したが、開幕前にカナディアン・アメリカン・リーグのニュージャージー・ジャッカルズにトレードで移籍した。

## 詳細情報

### 年度別打撃成績
| 年 度    | 球 団    | 試 合 | 打 席 | 打 数 | 得 点 | 安 打 | 二 塁 打 | 三 塁 打 | 本 塁 打 | 塁 打 | 打 点 | 盗 塁 | 盗 塁 死 | 犠 打 | 犠 飛 | 四 球 | 敬 遠 | 死 球 | 三 振 | 併 殺 打 | 打 率 | 出 塁 率 | 長 打 率 | O P S |
| -------- | -------- | ----- | ----- | ----- | ----- | ----- | -------- | -------- | -------- | ----- | ----- | ----- | -------- | ----- | ----- | ----- | ----- | ----- | ----- | -------- | ----- | -------- | -------- | ----- |
| 2012     | SEA      | 10    | 24    | 22    | 2     | 5     | 2        | 0        | 0        | 7     | 3     | 0     | 0        | 1     | 0     | 1     | 0     | 0     | 4     | 0        | .227  | .261     | .318     | .579  |
| 2013     | SEA      | 17    | 47    | 44    | 1     | 6     | 1        | 0        | 0        | 7     | 2     | 0     | 0        | 1     | 1     | 0     | 0     | 1     | 11    | 1        | .136  | .152     | .159     | .311  |
| 2014     | LAD      | 12    | 16    | 15    | 3     | 2     | 0        | 0        | 1        | 5     | 1     | 0     | 0        | 0     | 0     | 1     | 0     | 0     | 5     | 0        | .133  | .188     | .333     | .521  |
| MLB：3年 | MLB：3年 | 39    | 87    | 81    | 6     | 13    | 3        | 0        | 1        | 15    | 6     | 0     | 0        | 2     | 1     | 2     | 0     | 1     | 19    | 1        | .160  | .188     | .235     | .423  |

### 背番号
- 8（2012年）
- 1（2013年）
- 45（2014年）